# Карелінська-2
Каре́лінська-2 (рос. Карелинская-2) — присілок у складі Тарногського району Вологодської області, Росія. Входить до складу Верховського сільського поселення.

## Населення
Населення — 11 осіб (2010; 24 у 2002).
Національний склад (станом на 2002 рік):
- росіяни — 100 %